# Nyugati határvidék

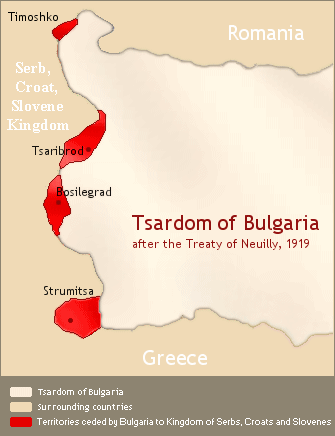
A Nyugati határvidék

A Nyugati határvidék a bolgár politikában és történelemben használatos fogalom az 1919-es neuillyi békeszerződésben elvesztett, Szerb-Horvát-Szlovén Királysághoz csatolt bolgár területekre.
A Nyugati határvidék négy különálló terület összefoglaló neve:
- Timok-vidék, jelenleg Szerbia része
- Caribrod (ma: Dimitrvograd) és környéke, jelenleg Szerbia része
- Boszilegrad (Bosilegrad) és környéke, jelenleg Szerbia része
- Sztrumica és környéke, jelenleg Macedónia része

A területet Bulgária 1941-ben visszaszerezte, majd 1947-ben újra elvesztette.